# 조시 래드너
조슈아 토머스 "조시" 래드너(영어: Joshua Thomas "Josh" Radnor, 1974년 7월 29일 ~ )는 미국의 배우이다. 시트콤 《내가 그녀를 만났을 때》(2005-14)의 주인공 테드 역으로 잘 알려져 있다.

## 출연 작품

### 영화
- 섹스 아카데미 (2001)
- 해피 땡큐 유 모어 프리즈 (2010) - 연출, 각본 겸임
- 리버럴 아츠 (2012) - 연출, 각본, 제작 겸임
- 더 갈라파고스 어페어: 사탄 케임 투 에덴 (2013, The Galapagos Affair) - 다큐멘터리
- 애프터눈 딜라이트 (2013, Afternoon Delight)

### 텔레비전
- 로앤오더: 범죄 전담반 (2002)
- 내가 그녀를 만났을 때 (2005-14)
- 쇼킹 패밀리 (2007, 2009) - 애니메이션
- 머시 스트리트 (2016-17, Mercy Street)